# 심영순
심영순(1940년 6월 21일 ~ )은 대한민국의 요리연구가이다. 1980년대부터 옥수동에서 요리강습을 시작하여 "향신즙 선생", "옥수동 선생"이란 이름으로 널리 알려졌다. 특히 현대그룹 정주영 명예회장의 일곱 며느리와 손녀딸들이 모두 거쳐 간 요리선생으로 타 재벌가는 물론 전직 대통령가 며느리들도 그녀의 교습을 받은 일화로 유명하다. 배우 고현정과 삼성그룹의 이부진(신라호텔 사장)이 제자인 것으로도 유명하다. 그녀의 요리비법을 응용한 향신장, 향신즙은 상품화되기도 했다.

## 방송
- 2001년 EBS1 《최고의 요리 비결》
- 2012년 O'live 《고두심의 요리의 정석》
- 2013년 ~ 2016년 올'리브 《한식대첩》 (심사위원)
- 2015년 올'리브 《아바타셰프》
- 2016년 MBC 《진짜 사나이》 (특별출연)
- 2016년 CTS기독교방송 《내가 매일 기쁘게》
- 2016년 올'리브 《옥수동 수제자》
- 2017년 tvN 《수요미식회》
- 2019년 ~ 2020년 KBS2 《사장님 귀는 당나귀 귀》

## 광고 내역
- 농심 얼큰 장칼국수

## 수상 목록
- 2019년 KBS 연예대상 쇼·오락 부문 신인상 《사장님 귀는 당나귀 귀》

## 저서
- 2000년 최고의 우리맛 (동아일보)
- 2003년 23가지 양념장으로 만든 203가지 요리 (웅진닷컴)
- 2016년 심영순, 고귀한 인생 한그릇 (인플루엔셜)
- 2018년 심영순의 사계절 우리밥상 (인플루엔셜)